# Rollancourt
Rollancourt là một xã trong tỉnh Pas-de-Calais ở vùng Hauts-de-France của Pháp.

## Địa lý
Rollancourt có cự ly 28 km về phía đông nam Montreuil-sur-Mer trên đường D107, trong thung lũng sông Ternoise.

## Dân số
| 1962                                                              | 1968 | 1975 | 1982 | 1990 | 1999 | 2006 |
| ----------------------------------------------------------------- | ---- | ---- | ---- | ---- | ---- | ---- |
| 277                                                               | 304  | 311  | 321  | 276  | 301  | 456  |
| Số liệu điều tra dân số tính từ năm 1962, dân số chỉ tính một lần |      |      |      |      |      |      |

## Địa điểm nổi bật
- Nhà thờ St.Riquier, thế kỷ 15.